# پودگروجه (استان لهستان کوچک‌تر)
پودگروجه (به لهستانی:  Podegrodzie) یک روستا در لهستان است که در گمینا پودگروجه واقع شده‌است. پودگروجه ۱٬۷۰۰ نفر جمعیت دارد و ۳۰۶ متر بالاتر از سطح دریا واقع شده‌است.